# Hans Siewert (Sänger)
Hans Friedrich Franz Siewert (26. November 1872 in Córdoba, Argentinien – 7. März 1941 in Berlin) war ein deutscher Apotheker, Opernsänger (Tenor) und Regisseur.

## Leben
Siewert, der Sohn des Chemieprofessors Hermann Siewert der Nationalen Universität Córdoba, kam 1876/77 nach Deutschland. Dort studierte er Pharmazie und arbeitete anschließend in Breslau als Apotheker.
Als man dort auf seine schöne Stimme aufmerksam wurde, ließ er sich in Breslau durch den Gesangslehrer Theodor Paul ausbilden. Sein Debüt gab er am Opernhaus Köln 1899. Dort blieb er bis 1903 und ging dann bis 1908 ans Opernhaus Breslau. Von 1909 bis 1911 war er am Stadttheater von Hamburg, von 1911 bis 1916 am Hoftheater von Karlsruhe, von 1916 bis 1917 am Stadttheater von Essen und von 1919 bis 1923 am Stadttheater von Königsberg (Ostpreußen) engagiert. Dort wirkte er vor allem im Charakterfach und später auch als Regisseur.
Gastspiele führten ihn an die Hofopern München (1901), Wien (1904), Dresden (1905) und Stuttgart (1916), Frankfurt am Main (1901), Leipzig (1903) und ans Berliner Theater des Westens (1903). Bereits im Jahr 1932 wurde er Mitglied der NSDAP.

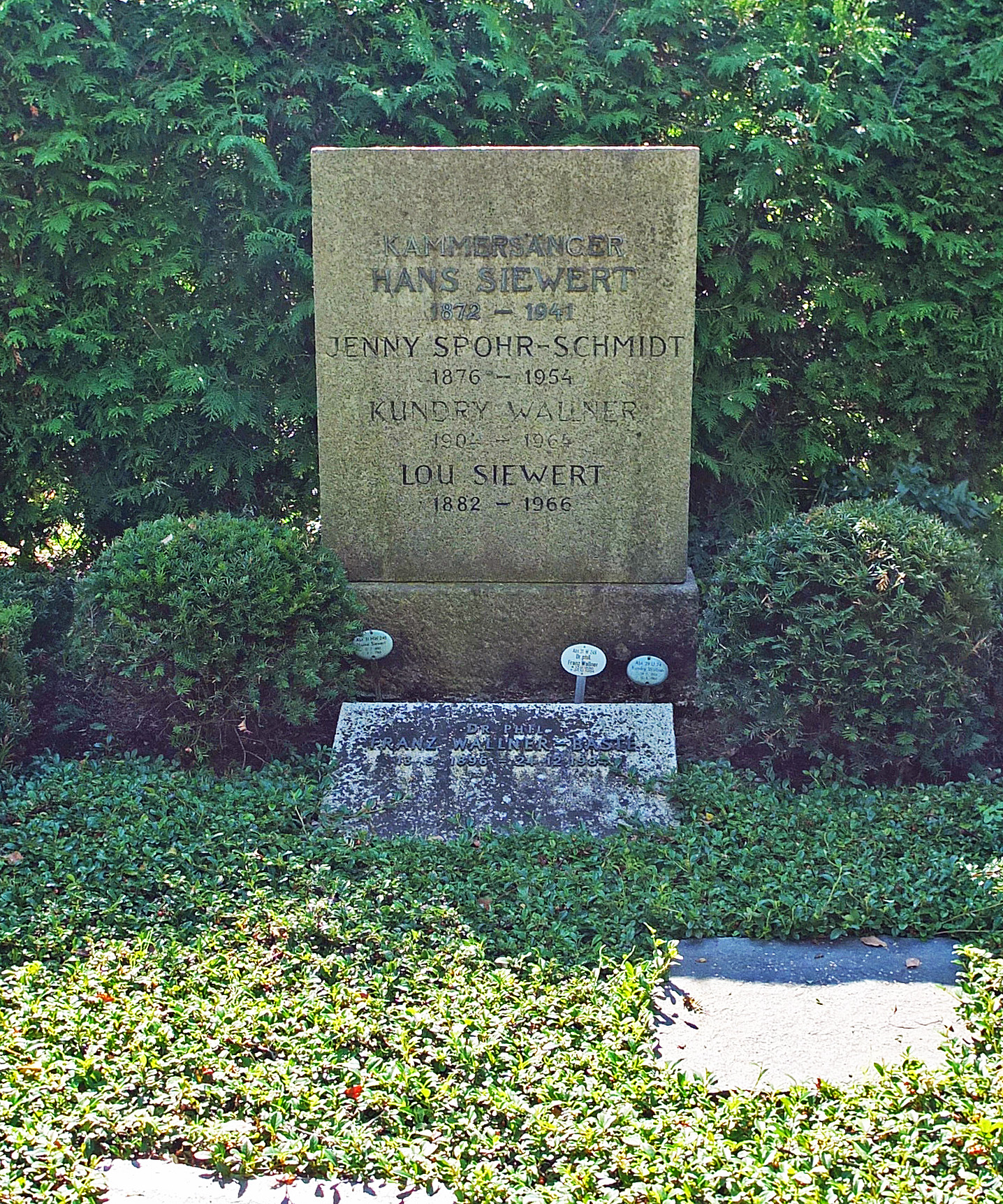
Grab von Hans Siewert auf dem Friedhof Zehlendorf

Er war auch als Konzert- und Oratoriensänger geschätzt.
1906 heiratete er in Breslau die jüdische Konzertsängerin Frida Siewert (geb. Frida Mathilde Michels, * 1880 Berlin; † 1953). Das Paar hatte eine Tochter, die Journalistin, Schriftstellerin und Sängerin Eva Siewert, die 1907 in Breslau geboren wurde. Die Ehe wurde 1912 in Hamburg geschieden. In zweiter Ehe heiratete er 1912 in Dartford die Sängerin Louise „Lou“ Schmidt (* 1882 Frankfurt a. M.; † 1966 Berlin).
Hans Siewert starb 1941 im Alter von 68 Jahren im Berliner Krankenhaus Waldfriede an den Folgen einer Rippenfellentzündung. Sein Grab befindet sich auf dem Friedhof Zehlendorf.
Die Stimme von Hans Siewert ist durch sieben sehr seltene Schallplatten-Aufnahmen auf dem Label „Gramophone“ dokumentiert (Breslau 1908).